# 75-mm-Howitzer Pack M1
Die 75-mm-Howitzer Pack M1 oder auch M116 wurde als eine leichte, zerlegbare Feldhaubitze für die US Army nach dem Ersten Weltkrieg entwickelt.

## Entwicklung
Mit dem Ende des Ersten Weltkrieges verfügte die amerikanische Armee über eine nicht unerhebliche Artillerieausstattung, die überwiegend aus französischer und britischer Fertigung stammte. Im Bewusstsein, dass sich die amerikanische Armee überlegen musste, wie man die Waffengattung Artillerie künftig mit geeigneten Geschützen versorgen wollte, wurde per Special Order 289-0 am 11. Dezember 1918 vom Generalstabschef, Peyton C. March, im Namen des Secretary of War ein Board of Officers einberufen, welches als Westervelt Board bekannt werden sollte. Eine erste Waffe, die als erforderlich betrachtet wurde, war eine leichte Kanone im Kaliber 3-inch/75mm gefordert, die in der Lage sein sollte ein 15lb (6,8kg) Geschoss 11.000 yards (10.090m) weit zu feuern. Dies sollte mit einem Höhenrichtbereich von −5° bis +80° und im 360° Seitenrichtbereich möglich sein.
Die Entwicklung des Geschützes begann 1920 und im August 1927 wurde die Waffe als Howitzer, Pack, 75mm M1 on Carriage M1 eingeführt.
Das Geschütz stellte sich als sehr gelungen heraus und die einzigen Veränderungen betrafen letztlich die Lafetten.
Ein Lafettentyp wurde für die US-Kavallerie geschaffen und ein weiterer für die Luftlandetruppen.

## Technik
Die Haubitze M1 beziehungsweise M1A1 besteht aus einem Rohr und einem Verschluss, die mit einem „unterbrochenen“ Gewinde miteinander verbunden sind. Hierdurch wird ein schneller Zusammenbau und ein schnelles Zerlegen in Teillasten möglich. Durch eine Achteldrehung können Rohr und Verschluss verbunden oder getrennt werden. Es handelt sich um einen horizontalen Keilverschluss. Das Rohr verfügt über die gesamte Länge über einen gleichmäßigen Rechtsdrall, der auf einer Kaliberlänge von 20 eine volle Drehung erzeugt. Vorholer und Rücklaufbremse waren hydropneumatisch und unter dem Rohr platziert.
Die Lafette der 75-mm-Howitzer Pack M1 war zerlegbar. Es war eine Kastenlafette mit Holzspeichenrädern mit Stahlreif. Das Geschütz, einschließlich der Lafette, konnte in sechs Tragtierlasten zerlegt werden, wobei die Lasten von 73 bis 107 kg schwer waren:
1) Rohr 2) Verschluss und Räder 3) Oberteil der Oberlafette und Rohrwiege 4) Unterteil der Oberlafette mit Rückholmechanismus 5) Vordere Unterlafette und Hintere Lafette
Die US Cavalry, eine eigenständige Teilstreitkraft der US Army, forderte eine völlig andere Lafette als die Carriage M1. Für die Cavalry wurde die Spreizlafetten M3A1, M3A2 und M3A3 entwickelt. Da jedoch der Geschützbedarf der Cavalry gering war und man sich schon bald auf Selbstfahrlafetten festlegte, wurde nur eine sehr geringe Zahl gebaut. Die Feldhaubitzen der Carriage M3 Serie waren nicht zerlegbar. Sie erhielten alle Stahlräder mit Schlauchreifen. Ferner hatten alle Geschütze eine abklappbare Stütze, die als Stütze einer Dreipunktlafette diente. Hierbei konnte die Stütze in der Feuerstellung abgesenkt und damit das Gewicht von den Rädern genommen werden.
Später benötigte man eine leichte Haubitze für die Luftlandetruppen. Die bewährte 75-mm-Howitzer-Pack brachte einige positive Aspekte mit, aber sie war zu schwer. Es wurde eine völlig neue Lafette in Leichtbauweise mit der Bezeichnung Carriage M8 entwickelt, die zwar konstruktiv der Kastenlafette ähnelte, aber eine Luftbereifung hatte. Sie konnte in sieben Lasten für Tragtiere oder neun Lasten für den Fallschirmabwurf zerlegt werden. Dabei waren für den Fallschirmabwurf bereits 18 Schuss Munition eingerechnet. Auch war es möglich, die M8-Howitzer mit leichten Fahrzeugen wie einem Jeep zu ziehen. Der Lufttransport in Flugzeugen oder Gleitern war, da das Geschütz für die Luftlandeverbände entwickelt worden war, natürlich auch möglich.

## Produktion
Das größte Problem der US-amerikanischen Streitkräfte nach dem Ersten Weltkrieg war die schwierige Wirtschaftslage. Die Etats für die Rüstung waren in den Nachkriegsjahren verhältnismäßig gering und die Pläne zum Ausbau bestimmter Waffengattungen scheiterten daran. Angesichts der vielen bereits vorhandenen Geschütze aus dem Weltkrieg sind bis 1933 nur 32 75-mm-Howitzer neu gebaut worden. Und nicht viel besser sah die Lage 1940 aus, da nur 91 Geschütze dieses Typs gebaut worden waren.
Erst ein Jahr nach Beginn des Zweiten Weltkrieges änderte sich die Situation und eine Serienfertigung des Modell M1A1 im großen Stil begann.
Die Fertigung der 75-mm-Howitzer endete im Dezember 1944.

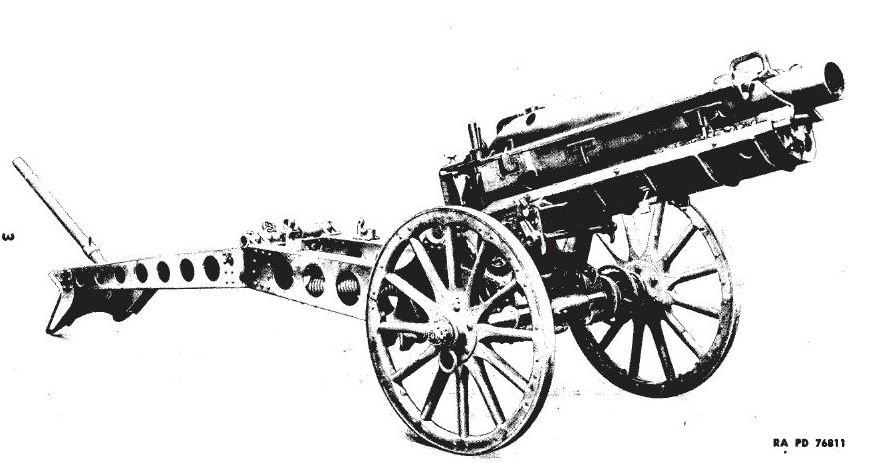
75 mm howitzer on carriage M1.
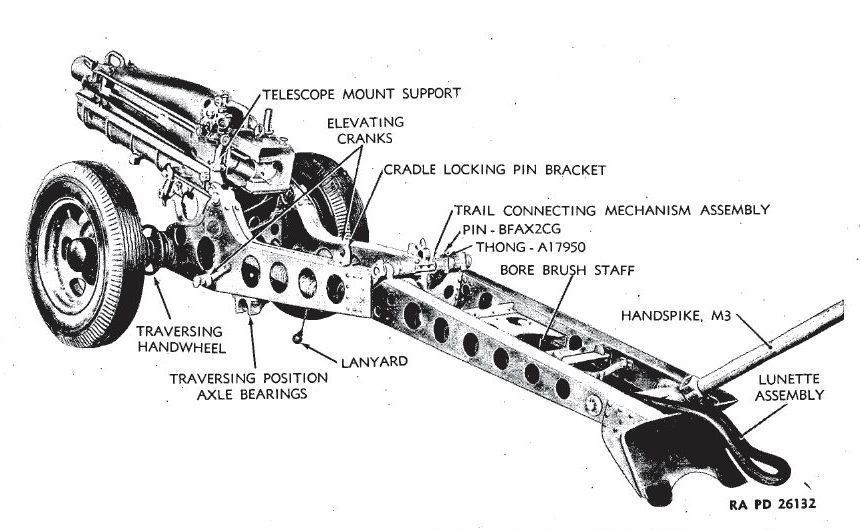
75 mm howitzer on carriage M8.
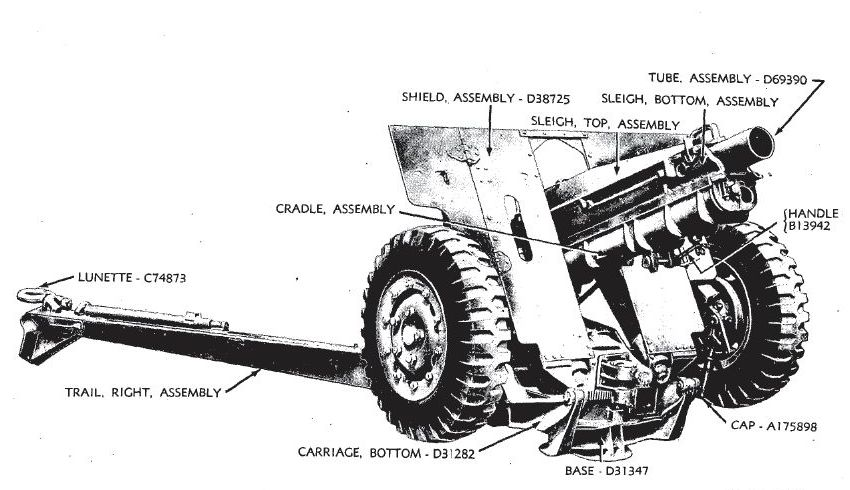
75 mm howitzer on carriage M3A3.
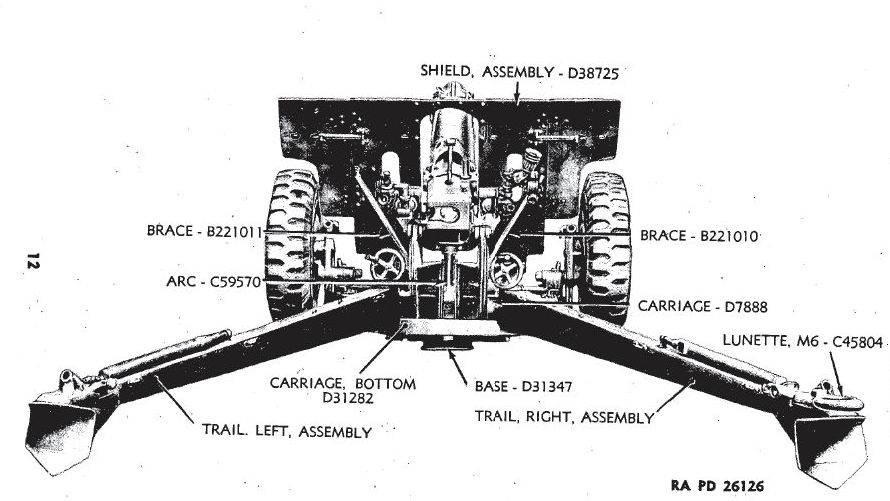
75 mm howitzer on carriage M3A3.

## Einsatz
Die ursprünglich bei der Konstruktion angedachten Szenarien, wie ein neuerlicher Stellungskrieg, bei dem Geschütze in einzelnen Lasten durch Grabensysteme nach vorne gebracht werden mussten, oder auch ein Kampf im Gebirge, wie die Dolomitenfront des Ersten Weltkrieges, ergaben sich für US Army im Zweiten Weltkrieg praktisch nicht.
Einzig die von den britischen Streitkräften an Titos Partisanenarmee gelieferten Howitzer Pack sind annäherungsweise in der ursprünglich erdachten Einsatzweise verwendet worden.
Die schwierigen Einsatzbedingungen auf dem asiatischen Kriegsschauplatz, bei denen Geschütze durch den Dschungel transportiert werden und in amphibischen Operationen auf Inseln gebracht werden mussten, stellten ein Aufgabengebiet dar, für das die 75-mm-Howitzer Pack eindeutig geeignet war. In der Folge wurden große Stückzahlen dieses Geschützes den chinesischen Streitkräften geliefert, welche gegen die japanischen Streitkräfte kämpften, um die japanische Armee zu schwächen.
Bei der Bildung der amerikanischen und britischen Fallschirmjägerverbände wurden diese Einheiten mit den 75-mm-Howitzer M1A1 on Carriage M8 ausgerüstet. Alle größeren Einsätze dieser Einheiten wurden von deren Artillerie begleitet, wie auch die Operation Market Garden. Als die Kämpfe um die Niederlande voranschritten, kamen die Haubitzen bei Walcheren in der Schelde-Mündung zum Einsatz, da diese leichten Waffen im durch Überflutungen sumpfigen Gelände dieser Gegend nicht restlos im Schlamm stecken blieben.

### 75-mm-Howitzer Pack M116
Im Jahr 1962 änderte die US-Artillerie die Typenbezeichnungen ihrer Ausrüstung und aus der 75-mm-Howitzer Pack M1 wurde die M116.

## Varianten
Das Geschütz wurde auf verschiedenen Fahrzeugen montiert.
- M8 HMC
- T30 GMC